# بنبان غيني
بنبان غيني (الاسم العلمي: Trachinotus maxillosus) (بالإنجليزية: Guinean pompano)‏ هو نوع من الأسماك يتبع جنس البنبان من فصيلة الشيميات.